# 岛屿委员会 (皮特凯恩群岛)
岛屿委员会（英語：Island Council）是英国海外领地皮特凯恩群岛的立法机关。岛屿委员会实行一院制，由10名议员组成，5名由普选产生，另外5名由岛上的官员充任。它是世界上少有的同时拥有立法权和司法权的政治机构。

## 组织
委员会有十名成員，其中七人（五名議員、市長和副市長）由民眾投票選出，並可以在任何理事會會議期間投票。 其他三人是當然成員：署長（兼任政府首腦和皮特凱恩群島總督的代表）、總督和副總督。 議員和副市長的任期均為兩年，市長當選為三年並可以连位第二個任期，而行政長官則由總督任命，任期不限。